# NA-178
La NA-178 es una carretera de interés para la Comunidad Foral de Navarra, tiene una longitud de 44,74 km, comunica Lumbier con Ezcároz.

## Recorrido
| Denominación | Kilómetro | Salida                         | Carretera                      | Dirección                                                                                 |
| ------------ | --------- | ------------------------------ | ------------------------------ | ----------------------------------------------------------------------------------------- |
| NA-178       | 0         |                                | NA-150                         | Aoiz/Agoitz Egües/Egues                                                                   |
| NA-178       | 5         |                                | NA-2110                        | Arboniés Iruzozqui                                                                        |
| NA-178       | 7         | Travesía de Domeño             | Travesía de Domeño             | Travesía de Domeño                                                                        |
| NA-178       | 7         |                                | NA-2161                        | Usún                                                                                      |
| NA-178       | 8         |                                | NA-2162                        | Orradre Napal                                                                             |
| NA-178       | 11        |                                | NA-2160                        | Foz de Arbaiun                                                                            |
| NA-178       | 13        |                                | NA-2160                        | Foz de Arbaiun                                                                            |
| NA-178       | 13        |                                | NA-2200                        | Bigüézal Castillonuevo                                                                    |
| NA-178       | 16        |                                | NA-2112                        | Aspurz                                                                                    |
| NA-178       | 21        |                                | NA-214                         | Navascués Burgui Roncal                                                                   |
| NA-178       | 26        |                                | NA-2124                        | Ustés                                                                                     |
| NA-178       | 26        |                                | NA-2124                        | Ustés                                                                                     |
| NA-178       | 29        |                                | NA-2121                        | Uscarrés Iciz                                                                             |
| NA-178       | 31        |                                | NA-2122                        | Gallués Izal                                                                              |
| NA-178       | 33        |                                | NA-2130                        | Güesa Igal Vidangoz/Bidankoze                                                             |
| NA-178       | 37        | Travesía de Sarriés            | Travesía de Sarriés            | Travesía de Sarriés                                                                       |
| NA-178       | 37        |                                | NA-2123                        | Ibiliceta                                                                                 |
| NA-178       | 39        | Travesía de Esparza de Salazar | Travesía de Esparza de Salazar | Travesía de Esparza de Salazar                                                            |
| NA-178       | 41        | Travesía de Oronz              | Travesía de Oronz              | Travesía de Oronz                                                                         |
| NA-178       | 43        | Travesía de Ezcároz            | Travesía de Ezcároz            | Travesía de Ezcároz                                                                       |
| NA-178       | 43        |                                | NA-140                         | Jaurrieta (al oeste) hacia Burguete, Roncesvalles y Erro Ochagavía (al norte) hacia Isaba |